# Monsonia mossamedensis
Monsonia mossamedensis är en näveväxtart som beskrevs av Friedrich Welwitsch. Monsonia mossamedensis ingår i släktet hottentottnävor, och familjen näveväxter. Inga underarter finns listade i Catalogue of Life.